# Macrocerides leydheckeri
Macrocerides leydheckeri är en tvåvingeart som beskrevs av Schmitz 1965. Macrocerides leydheckeri ingår i släktet Macrocerides och familjen puckelflugor. Inga underarter finns listade i Catalogue of Life.